# Lilian Mathieu
Lilian Mathieu est sociologue, directeur de recherche au CNRS, au centre Max-Weber et à l'ENS de Lyon. Il est spécialiste de l’étude de la prostitution, des mouvements sociaux et des régimes autoritaires. Il est considéré comme un sociologue « qualitativiste » à cause de son attachement aux enquêtes de terrain.

## Biographie
Lilian Mathieu passe un DEUG de sociologie avant de partir passer une maitrise en ethnologie au Québec, où il mène une enquête de terrain dans une réserve amérindienne. Son passage par l'ethnologie influencera sa méthodologie. À son retour, il passe son DEA à Lyon, où il commence à s'intéresser à la prostitution. En 1998, il passe sa thèse à l'Université Paris 10, sous la direction de Michel Dobry. Son travail de thèse donne lieu, en 2001, à la publication d'un ouvrage intitulé Mobilisations de prostituées aux Éditions Belin.
En 2000, il rentre au CNRS et reçoit en 2008 la médaille de bronze du CNRS qui récompense les travaux d'un jeune chercheur. À cette occasion il signe un appel avec un grand nombre de médaillés contre les menaces pesant alors sur le CNRS.
Entre 2010 et 2019, il co-dirige avec le sociologue Philippe Corcuff la collection « Petite encyclopédie critique » chez les Éditions Textuel. L'objectif est de proposer des synthèses accessibles et pédagogiques sous la forme de points de vue critiques dans des petits formats accessibles qui appellent à penser par soi-même. Ils s'adressent aux étudiants, militants, associations, citoyens ouverts sur le monde,. 
En 2007, il publie dans la revue Politix un article intitulé « L'espace des mouvements sociaux » qui a été cité 245 fois entre sa publication et 2022. Cet article est suivi par la publication d'un livre du même titre aux Éditions du Croquant en 2011,. Il y esquisse une « théorie générale des mouvements sociaux ». Dans un compte rendu de lecture, le professeur agrégé en sciences sociales Igor Martinache le qualifie de « spécialiste incontestable des mobilisations collectives ». Ce travail s'inspire et discute du concept de champ élaboré par Pierre Bourdieu dans le cas des mouvements sociaux, ce qui l'amène à proposer la notion « d'espace » car « l’autonomie de celui-là n’est que partielle, contrairement aux champs analysés par Pierre Bourdieu ». 
En 2015, il publie un ouvrage de synthèse à propos de la sociologie de la prostitution dans la collection « Repères » à La Découverte,,,. Il a cessé de mener des recherches sur cette question depuis le début des années 2020.
Ses travaux sur les mouvements sociaux ont porté sur l'altermondialisme, la lutte contre la double peine, le Réseau éducation sans frontière, la lutte contre le sida, le syndicalisme familial ou encore les groupuscules d'extrême droite. Il a accordé une attention particulière aux luttes des années 1970 et a consacré plusieurs recherches relatives à Mai 68, notamment aux manifestations de rue et aux conséquences biographiques des engagements soixante-huitards.
Il a réorienté ses recherches autour de la question de l'autoritarisme à partir de 2018 et se consacre notamment à l'étude de la vie artistique pendant le régime de Vichy et la dernière dictature argentine. Il poursuit parallèlement une réflexion sur les rapports entre fiction (littéraire, cinématographique, télévisuelle., etc.) et sciences sociales dont une des expressions est son livre consacré à la série TV Columbo.

### Questions de prostitution
Lilian Mathieu a pris position en 2016 contre la pénalisation des clients défendue par le mouvement abolitionniste. Pour lui, la pénalisation des clients est une fausse bonne idée. En faisant de l’interaction client-prostituée un délit, la pénalisation ne fera que repousser ces rencontres loin du regard de la police. Ainsi, selon lui, la prostitution ne diminue pas et l'interdiction entraine des conséquences dramatiques sur les prostituées, elles sont éloignées vers des lieux plus discrets et entrent dans la clandestinité, ce qui augmente considérablement leur insécurité,. « Cela conduira à dégrader la situation de ces personnes que l'on prétend protéger ! ». Il rappelle que pour la majorité, la prostitution est un moyen de survie. Il défend une amélioration des conditions des femmes et hommes prostitués. Mais cela ne doit pas passer par la légalisation des maisons closes, qui ramène selon lui, à la soumission à un patron, de plus ces maisons n'accueilleront jamais toutes les prostituées, surtout les plus vulnérables.
L'auteur appréhende la prostitution non seulement comme une expression brutale de la domination masculine, mais également comme une des manifestations les plus extrêmes des inégalités économiques. Il suggère de réinscrire la prostitution dans la question sociale. Le vrai problème est la difficulté d’accès au monde du travail. Abaisser le RSA sous le seuil des vingt-cinq ans et l'augmentation de l’ensemble des minima sociaux seraient des solutio
Ces positions ont amené le mouvement abolitionniste à fréquemment critiquer Lilian Mathieu. Par exemple, à la suite d'une tribune dans Rue89, la militante féministe abolitionniste et proche du Mouvement du Nid, Christine Le Doaré publia à son tour une tribune dans L'Obs, en 2016, dans laquelle elle l'accusait de défendre le patriarcat.

### Engagements
Lilian Mathieu a pendant de longues années été un sociologue engagé qui prenait position dans le débat public sur des sujets variés, que ce soit sur la prostitution ou des questions sociales plus éloignées de ses sujets d'études, ou encore relatives aux politiques en matière de recherche publique. Il a régulièrement contribué, jusqu'en 2011, à Contretemps, revue quadrimestrielle fondée par Daniel Bensaïd en 2001, qui avait pour projet d'armer la gauche radicale. En 2015, il a écrit un article sur les problèmes axiologiques qui se posent à la sociologie des engagements, il se demande si le sociologue peut rester neutre et objectif comme semblent y inviter les deux fondateurs de la sociologie Émile Durkheim et Max Weber ou s'il doit être sociologue engagé. Il conclut son article en prônant un retour à des principes « wébériens revivifiés » en mettant en garde contre la confusion entre jeux de langage respectivement sociologique et militant.

## Publications
Pour une liste de ses publications plus complète voir le site du HAL.

### Ouvrages
- Prostitution et sida, Sociologie d'une épidémie et de sa prévention, L'Harmattan, Coll. Logiques sociales, 2000
- Mobilisations de prostituées, éd. Belin, 2001
- La prévention sur le trottoir, éd. Textuel, 2001
- Comment lutter ?, éd. Textuel, 2004
- La double peine histoire d'une lutte inachevée, La Dispute, 2006
- La condition prostituée, Textuel, 2007
- Les années 70, un âge d'or des luttes ?, Textuel, 2010
- L'espace des mouvements sociaux, Le Croquant, 2012
- Columbo, la lutte des classes ce soir à la télé, Textuel, 2013
- La fin du tapin - Sociologie de la croisade pour l'abolition de la prostitution, Les peregrines, 2014
- Sociologie de la prostitution, La découverte, 2015
- Prostitution, où est le problème ?, Textuel, 2016
- Prostututes and their Rescuers, Brill, 2023
- Les prostituées et leurs bienfaiteurs, Textuel, 2025

### Direction d'ouvrages collectifs
- Justyne Balasinski et Lilian Mathieu (dir.), Art et contestation, PUR, 2006
- Sandrine Lefranc et Lilian Mathieu (dir.), Mobilisations de victimes, PUR, 2009
- Lilian Mathieu (dir.) et Violaine Roussel (dir.), Penser les frontières sociales: Enquêtes sur la culture, l'engagement et la politique, Presses Universitaires de Lyon, 2019.
- Olivier Fillieule (dir.), Lilian Mathieu (dir.) et Cécile Péchu (dir.), Dictionnaire des mouvements sociaux, Presses de Science Po, 2020.
- Maya Collombon et Lilian Mathieu (dir.), Dynamiques des tournants autoritaires, Le Croquant, 2021.

## Récompenses et distinctions
- 2008 : Médaille de bronze du CNRS[26].